# 베르나데테 헤어바겐
베르나데테 헤어바겐(Bernadette Heerwagen, 1977년 6월 22일 ~ )은 독일의 배우이다.

## 출연 작품
- 뮤닉 호미사이드 (2013)
- 중학교 졸업 (2012)
- 디플로이먼트 (2012)
- 디 콤멘덴 타게 (2010)
- 크래쉬 포인트 (2009)
- 레지스탕스 (2006)
- 나는 또 다른 여자다 (2006)